# Copa Centroamericana de Fútbol Playa 2014
La I Copa Centroamericana de Fútbol Playa se desarrolló entre el 14 y el 16 de noviembre de 2014 en el estadio de fútbol playa ubicado en el centro recreativo de la Costa del Sol en el departamento de La Paz, El Salvador. El torneo contó con la aprobación de la  Unión Centroamericana de Fútbol (UNCAF), y fue ganado por la selección de El Salvador.
A diferencia de las reglas de juego establecidas para el fútbol playa, en este certamen se admitió el empate después de los tres periodos de juego. 

## Equipos participantes
| Equipos participantes | Equipos participantes | Equipos participantes | Equipos participantes |
| --------------------- | --------------------- | --------------------- | --------------------- |
| Belice                | Costa Rica            | El Salvador           | Guatemala             |

## Calendario y resultados
El día 7 de noviembre se dio a conocer el calendario oficial de la competición.
| Equipo      | Pts | PJ | PG | PE | PP | GF | GC | Dif |
| ----------- | --- | -- | -- | -- | -- | -- | -- | --- |
| El Salvador | 9   | 3  | 3  | 0  | 0  | 26 | 6  | +20 |
| Costa Rica  | 4   | 3  | 1  | 1  | 1  | 25 | 13 | +12 |
| Guatemala   | 4   | 3  | 1  | 1  | 1  | 14 | 18 | -4  |
| Belice      | 0   | 3  | 0  | 0  | 3  | 10 | 38 | -28 |

| 14 de noviembre de 2014, 15:00 | Costa Rica | 3:3     | Guatemala | Estadio de fútbol playa (Costa del Sol), La Paz, El Salvador |  |
|                                |            | Reporte |           |                                                              |  |

| 14 de noviembre de 2014, 16:15 | El Salvador | 10:1    | Belice | Estadio de fútbol playa (Costa del Sol), La Paz, El Salvador |  |
|                                |             | Reporte |        |                                                              |  |

| 15 de noviembre de 2014, 15:00 | Guatemala | 9:4     | Belice | Estadio de fútbol playa (Costa del Sol), La Paz, El Salvador |  |
|                                |           | Reporte |        |                                                              |  |

| 15 de noviembre de 2014, 16:15 | El Salvador | 5:3     | Costa Rica | Estadio de fútbol playa (Costa del Sol), La Paz, El Salvador |  |
|                                |             | Reporte |            |                                                              |  |

| 16 de noviembre de 2014, 15:00 | Belice | 5:19    | Costa Rica | Estadio de fútbol playa (Costa del Sol), La Paz, El Salvador |  |
|                                |        | Reporte |            |                                                              |  |

| 16 de noviembre de 2014, 16:15 | El Salvador | 11:2    | Guatemala | Estadio de fútbol playa (Costa del Sol), La Paz, El Salvador |  |
|                                |             | Reporte |           |                                                              |  |

|                                   |
| Campeón El Salvador Primer título |

## Goleadores
| NOMBRE DEL JUGADOR    | EQUIPO      | GOLES |
| Frank Velásquez       | El Salvador | 8     |
| Andrés León           | Costa Rica  | 7     |
| Jossimar Downer       | Costa Rica  | 6     |
| Miguel Ángel Gonzales | Guatemala   | 5     |
| Jesse Smith           | Belice      | 5     |
| José Ruiz             | El Salvador | 5     |
| José Antonio Mendoza  | Costa Rica  | 4     |
| Mario Chimal          | Belice      | 4     |
| Elmer Robles          | El Salvador | 4     |